# Новая венская школа
Но́вая ве́нская шко́ла (нем. Zweite Wiener Schule, Neue Wiener Schule, Junge Wiener Schule, англ. Second Viennese School) — устоявшееся в мировом музыковедческом дискурсе название композиторской школы, эстетические принципы которой исторически сложились в первой трети XX века в Вене, явившись результатом активной творческой, педагогической и организационной деятельности Арнольда Шёнберга и его учеников.

## Основные участники
Кроме самого Арнольда Шёнберга, творческий костяк Новой венской школы составили композиторы Антон Веберн, Альбан Берг, а также  Ханс Эйслер (в начальный период творчества), Виктор Ульман, Генрих Яловец, Эгон Веллес, Теодор Адорно, Ханс Эрих Апостель, Рене Лейбовиц   и некоторые другие ученики и коллеги Шёнберга, Веберна и Берга.
К числу участников Новой венской школы относят обычно только тех композиторов и музыковедов, которые испытали влияние новых музыкальных идей Шёнберга именно в тот период, когда Шёнберг занимался своей инновационной преподавательской деятельностью в Австрии и Германии.
Тех учеников Шёнберга, которые, начиная с 1933 года, обучались у него в США, к Новой венской школе не причисляют. В частности, это можно сказать, по поводу Джона Кейджа, который у Шёнберга хотя и обучался, но, в основном, разрабатывал свои собственные музыкальные новшества постмодернистского толка.
Не принято относить к числу участников Новой венской школы и тех композиторов, в творчестве которых композиционные принципы Новой венской школы хотя и достаточно ассимилировались, но ключевыми не стали. В качестве  одного из таких композиторов можно упомянуть Эрнста Кшенека.

## Эстетические принципы
Центральным и ключевым принципом музыкально-композиционной реформы Шёнберга стала полная ликвидация тональной основы музыки и её замена специально разработанными атональными техниками, связанными с концепциями серийности, сериальности, додекафонии, пуантилизма.